# Guillaume de L’Hôpital
Guillaume François Antoine, Marquis de L’Hôpital (fonetikusan: [ɡijom fʁɑ̃swa ɑ̃twan maʁki də lopital]), gyakran csak L’Hôpitalként vagy L’Hospitalként (régies francia) rövidítve (Párizs, 1661 – Párizs, 1704. február 2.) francia matematikus volt, aki a róla elnevezett, határtérték-számításokban alkalmazott L’Hôpital-szabályról leginkább ismert, bár a szabály nem tőle származik, ő volt az első publikálója.

## Élete
Katonacsaládba született. Apja, Anne-Alexande de L’Hôpital a királyi hadseregben altábornagyként szolgált, valamint Gaston orléans-i herceg főapródjaként. A család nemesi vonala a XII. századig fut vissza. Gyerekként Guillaume de L’Hôpitalnak nem volt tehetsége a latinhoz, de a matematika iránti érdeklődése hamar nyilvánvaló volt. Bernard de Fontenelle elbeszélése szerint, amikor a fiú 15 éves volt, egy társasági eseményen Roannés hercegével egy cikloissal kapcsolatos problémáról beszélgetett, amelyet Blaise Pascal vetett fel. Ezt a problémát a fiatal L’Hôpital pár nappal később meg is oldotta.
Családi hátteréből adódóan a hadseregben szolgált lovassági századosként, de Fontenelle szerint ekkor sem adta fel a matematika iránti szeretetét és sátrában gyakorolta a geometriát. Fontenelle állítja, hogy a katonai pályafutását rövidlátása miatt hagyta abba, bár Julian Coolidge szerint ez kétségbe vonható, és lehetséges, hogy L’Hôpital azért hagyta ott a katonaságot, hogy a matematikára összpontosíthasson. Egy ideig Nicolas Malebranche Oratóriumi Kongregációjának tagja volt Párizs vezető matematikusaival egyetemben. Itt találkozott 1691-ben a fiatal Johann Bernoullival, akinek felismerte a kiemelkedő tudását. L’Hôpital ezt követően magánleckéket vett Bernoullitól oucques-i birtokán, ez idő alatt publikált pár rövid matematikai jegyzetet is. 1692-ben Bernoulli visszatért Bázelbe, de levélben továbbra is tartották a kapcsolatot. 1692-ben L’Hôpital elküldte de Beaune problémájának megoldását Christiaan Huygensnek, azonban a megoldás nem tőle származott, hanem Bernoulli egyik órájáról, azonban ezt Huygensszel nem közölte, aki így feltételezte, hogy a megoldás az L’Hôpital saját munkája. Nem sokkal ezután L’Hôpital publikálta a megoldást álnéven. Amikor ezt Bernoulli megtudta, a két matematikus hat hónapon át nem írt egymásnak. 1693-ban L’Hôpital a Francia Tudományos Akadémia tagja lett, ennek alelnöki tisztségét is kétszer viselte.

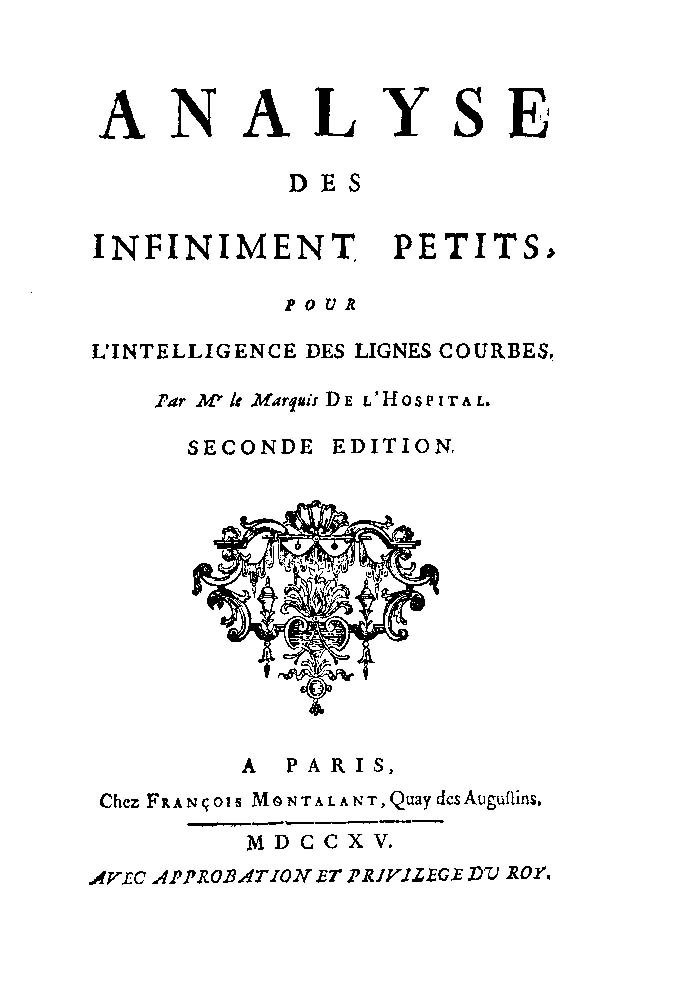
Analyse des Infiniment Petits pour l’Intelligence des Lignes Courbes, 1715

A Bernoullival való hiátust 1694. március 17-én szakította meg L’Hôpital egy levélben, amelyben fizetségért cserébe kérte, hogy Bernoulli segítsen neki a munkájában, és hogy minden felfedezést, amelyet ezen munka közben végzett csakis vele közöljön, senki mással (Pierre Varignont beleértve), és ne publikálja azokat. Ebbe Bernoulli hamar beleegyezett (Clifford Truesdell matematikus szerint nem csak a pénz, hanem L’Hôpital nemesi státusza miatt is). 1696-ban megjelent L’Hôpital híres könyve az Analyse des Infiniment Petits pour l'Intelligence des Lignes Courbes („Infinitezimális kalkulus és alkalmazása görbe vonalakra”), amely az első szakkönyv volt az infinitezimális kalkulusról, amit tisztán, számos ábrával magyarázott, bár az integrálást mellőzte. A könyv bevezetőjében kifejezi háláját Leibniz, Jakob Bernoulli és Johann Bernoulli felé, akik hozzájárultak az elméletek kidolgozásához, de az ötletek alapját magáénak tekintette. A könyv nagyon fontosnak bizonyult és egészen 1781-ig jelentek meg új kiadásai. L’Hôpital halála után Bernoulli egyre erősebben hangoztatta, hogy a könyv nagy része az ő érdeme, de ezt a tudományos közösség nagyrészt figyelmen kívül hagyta. Azonban 1921-ben Paul Schafheitlin felfedezett a Bázeli Egyetem könyvtárában egy 1691-92-es kéziratot Bernoullitól, amely írási stílusa rendkívül hasonló L’Hôpital könyvéhez, ami azt sugallja, hogy Bernoulli állításai, miszerint a könyv főként az ő műve, igazak lehetnek.

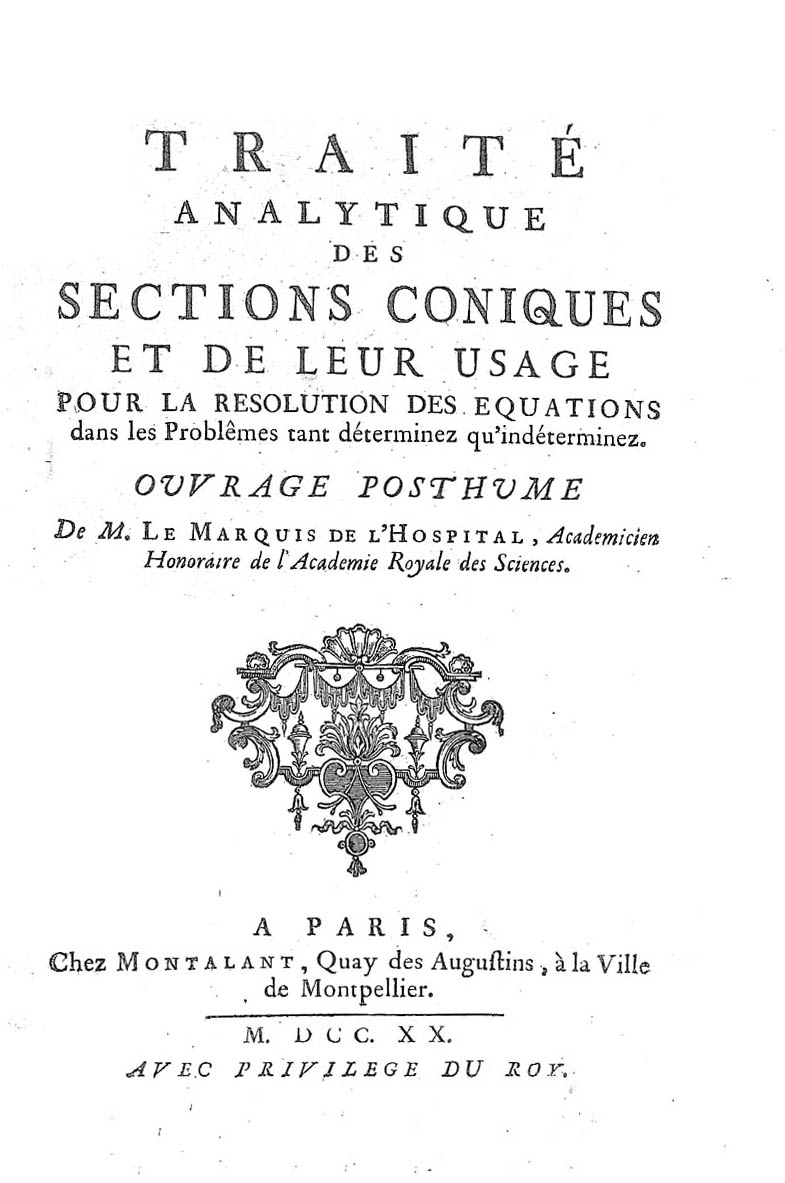
Traité analytique, 1720

L’Hôpital egy integrálással kapcsolatos munka publikálását is tervezte, de amint tudomására jutott, hogy Leibniz már dolgozik egy ilyen művön, elvetette saját ötletét.
Utolsó műve halála után jelent meg, a Traité analytique des sections coniques („Értekezés a kúpszeletek elemzéséről”) 1707-ban jelent meg először nyomtatásban és 1720-ban egy második kiadás is megjelent.
Felesége a szintén matematikus nemesasszony Marie-Charlotte de Romilley de La Chesnelaye volt. Egy fiuk és három lányuk született.
1704 elején belázasodott, amit nem tekintettek veszélyesnek, de utólag kiderült, hogy sztrók volt, amely halálosnak bizonyult. Február 2-án halt meg.

## Munkái
- de l'Hôpital, Guillaume (1696). „Analyse des infiniment petits pour l'intelligence des lignes courbes” (latin nyelven), Párizs, Kiadó: Jombert.
- de l'Hôpital, Guillaume (1707). „Traité analytique des sections coniques et de leur usage pour la résolution des équations dans les problêmes tant déterminés qu'indéterminés” (latin nyelven), Párizs, Kiadó: Montalant.

## Fordítás
- Ez a szócikk részben vagy egészben  a   Guillaume de l'Hôpital című angol Wikipédia-szócikk ezen változatának fordításán alapul.  Az eredeti cikk szerkesztőit annak laptörténete sorolja fel. Ez a jelzés csupán a megfogalmazás eredetét és a szerzői jogokat jelzi, nem szolgál a cikkben szereplő információk forrásmegjelöléseként.
- Ez a szócikk részben vagy egészben  a   Guillaume François Antoine, marquis de L'Hôpital című francia Wikipédia-szócikk ezen változatának fordításán alapul.  Az eredeti cikk szerkesztőit annak laptörténete sorolja fel. Ez a jelzés csupán a megfogalmazás eredetét és a szerzői jogokat jelzi, nem szolgál a cikkben szereplő információk forrásmegjelöléseként.